# NGC 714
NGC 714 est une galaxie lenticulaire située dans la constellation d'Andromède. NGC 714 a été découverte par l'ingénieur irlandais Bindon Stoney en 1850.

## Caractéristiques
Sa vitesse par rapport au fond diffus cosmologique est de 4 071 ± 24 km/s, ce qui correspond à une distance de Hubble de 60,1 ± 4,2 Mpc (∼196 millions d'al).

## Groupe d'UGC 1344
NGC 714 fait partie du groupe d'UGC 1344. Outre UGC 1344, ce groupe comprend au moins 7 autres galaxies. Deux autres galaxies du catalogue NGC font partie de ce groupe, NGC 688 et NGC 700.

## Amas galactique Abell 262

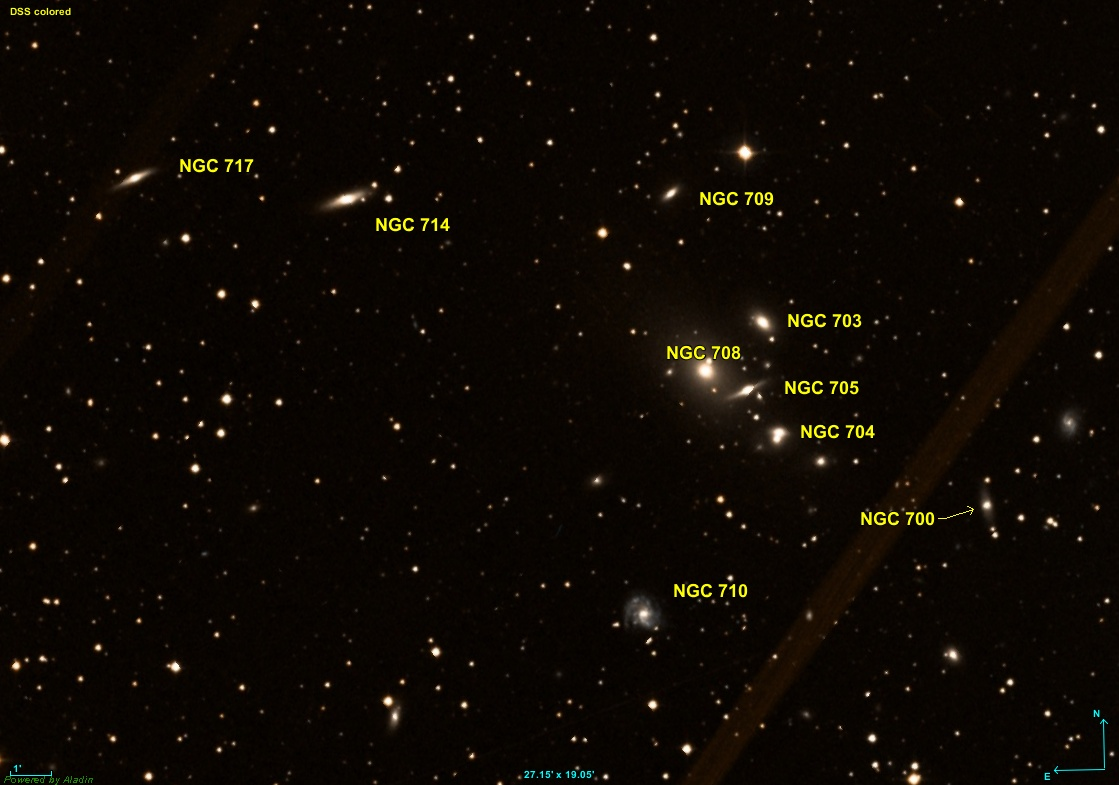
L'amas galactique Abell 262. NGC 759 est en dehors du champ de l'image, à gauche.

NGC 714 fait aussi partie de l'amas de galaxies Abell 262, un sous-ensemble du superamas de Persée-Poissons. Les autres galaxies NGC de cet amas qui comprend plus de 100 membres sont : NGC 700, NGC 703, NGC 704, NGC 705, NGC 708, NGC 709, NGC 710, NGC 717 et NGC 759.